# آرمان‌شهر (مجموعه تلویزیونی)
آرمان شهر (به انگلیسی: Utopia) یک مجموعه تلویزیونی ساخت کشور انگستان است که بین سال‌های ۲۰۱۳ تا ۲۰۱۴ از شبکه کانال ۴ بریتانیا پخش شد.
این سریال را دنیس کلی خلق کرده و در آن بازیگرانی مثل فیونا اوشانسی، عادل اختر و پل هیگینز بازی می‌کنند.
داستان این سریال دربارهٔ چند عضو یک انجمن اینترنتی طرفدار مجموعه کمیک تحت عنوان «تجربهٔ آرمان شهر» است که با هم در یک کافی شاپ قرار ملاقات می‌گذارند، در ابتدا همه چیز عادی پیش می‌رود، اما پس از مدتی این افراد پی می‌برند که توسط افرادی مرموز با عنوان «شبکه» تحت تعقیب می‌باشند و از این پس هرگز زندگیشان به حالت قبل باز نخواهد گشت…
در اکتبر ۲۰۱۵ توییتر رسمی سریال آرمان شهر اعلام کرد که فصل سوم این سریال ساخته نخواهد شد.
به تازگی سرویس استریمینگ سرویس ویدئویی آمازون اعلام کرده که قصد دارد این سریال را در آمریکا بازسازی کند.